# Космос: возможные миры
«Космос: возможные миры» (англ. Cosmos: Possible Worlds) — американский научно-популярный документальный сериал, премьера которого состоялась 9 марта 2020 года на канале National Geographic. Является продолжением сериала «Космос: пространство и время» 2014 года, который, в свою очередь, стал продолжением сериала «Космос: персональное путешествие» 1980 года. Ведущим является астрофизик Нил Деграсс Тайсон, режиссёрами и сценаристами стали Энн Друян и Брэннон Брага. Сериал состоит из 13 эпизодов, которые были показаны на протяжении семи недель. В середине 2020 года сериал транслировался на канале Fox.

## Разработка
13 января 2018 года было объявлено, что новый сезон документального сериала «Космос» под названием «Космос: возможные миры» выйдет в 2019 году на каналах Fox и National Geographic. Студийные съёмки прошли в Санта-Фе, штат Нью-Мексико, натурные съёмки были проведены на тихоокеанском северо-западе, в Европе и Азии. Энн Друян полагает, что новый сезон «Космоса» будет «более вдохновляющим», с акцентом на «оптимистичное будущее», и надеется, что он «сможет скорректировать антинаучную риторику и политику».
Изначально планировалось, что премьера 13-серийного сериала состоится в марте 2019 года на каналах Fox и National Geographic. Однако после выдвинутых против Нила Деграсса Тайсона обвинений в сексуальных домогательствах с декабря 2018 года по февраль 2019 года National Geographic и Fox объявили, что премьера «Космоса» будет отложена до завершения расследования дела.
National Geographic и Fox завершили «собственное расследование» обвинений в адрес Деграсса Тайсона и «оправдали» его к середине марта 2019 года, после чего было объявлено, что работа над «Космосом» возобновится. 7 ноября 2019 года было объявлено, что премьера сиквела сериала «Космос» с Нилом Деграссом Тайсоном состоится 9 марта 2020 года на канале National Geographic, а позднее и на канале Fox.

## Актёрский состав
- Сет Макфарлейн — президент США Гарри Трумэн[4]
- Патрик Стюарт — астроном Уильям Гершель[4]
- Вигго Мортенсен — советский генетик Николай Вавилов[4]
- Джадд Хирш — Роберт Оппенгеймер, «отец атомной бомбы»[4]
- Саша Саган (дочь Энн Друян и Карла Сагана) — Рейчел Грубер Саган, мать Карла Сагана[4]

## Эпизоды
| №  | Название                                                                       | Режиссёр      | Автор сценария                            | Дата премьеры  | Произв. код | Зрители в США (млн) |
| -- | ------------------------------------------------------------------------------ | ------------- | ----------------------------------------- | -------------- | ----------- | ------------------- |
| 1  | «Лестница к звёздам» «Ladder to the Stars»                                     | Брэннон Брага | Энн Друян                                 | 9 марта 2020   | YNF201      | 0,535               |
| 2  | «Недолгое счастье в обитаемой зоне» «The Fleeting Grace of the Habitable Zone» | Энн Друян     | Энн Друян и Брэннон Брага                 | 9 марта 2020   | YNF211      | 0,364               |
| 3  | «Затерянный город» «Lost City of Life»                                         | Брэннон Брага | Энн Друян и Брэннон Брага                 | 16 марта 2020  | YNF203      | 0,421               |
| 4  | «Вавилов» «Vavilov»                                                            | Энн Друян     | Энн Друян и Брэннон Брага                 | 16 марта 2020  | YNF204      | 0,444               |
| 5  | «Космический коннектом» «The Cosmic Connectome»                                | Энн Друян     | Энн Друян и Брэннон Брага                 | 23 марта 2020  | YNF205      | 0,356               |
| 6  | «Человек триллионов миров» «The Man of a Trillion Worlds»                      | Энн Друян     | Энн Друян, Брэннон Брага и Андре Борманис | 23 марта 2020  | YNF206      | 0,401               |
| 7  | «Поиск разумной жизни на Земле» «The Search for Intelligent Life on Earth»     | Брэннон Брага | Энн Друян и Брэннон Брага                 | 30 марта 2020  | YNF207      | 0,457               |
| 8  | «Жертва „Кассини“» «The Sacrifice of Cassini»                                  | Энн Друян     | Энн Друян и Брэннон Брага                 | 30 марта 2020  | YNF208      | 0,520               |
| 9  | «Магия без лжи» «Magic Without Lies»                                           | Брэннон Брага | Энн Друян и Брэннон Брага                 | 6 апреля 2020  | YNF209      | 0,384               |
| 10 | «История двух атомов» «A Tale of Two Atoms»                                    | Брэннон Брага | Энн Друян и Брэннон Брага                 | 6 апреля 2020  | YNF210      | 0,407               |
| 11 | «Тени забытых предков» «Shadows of Forgotten Ancestors»                        | Брэннон Брага | Энн Друян и Брэннон Брага                 | 13 апреля 2020 | YNF202      | 0,390               |
| 12 | «Взросление в антропоцене» «Coming of Age in the Anthropocene»                 | Энн Друян     | Энн Друян и Брэннон Брага                 | 13 апреля 2020 | YNF212      | 0,375               |
| 13 | «Семь чудес нового мира» «Seven Wonders of the New World»                      | Брэннон Брага | Энн Друян                                 | 20 апреля 2020 | YNF213      | н/д                 |